# Сабакаево (Ульяновская область)
Сабака́ево (чув. Сапаккел, Чӑвашьел, тат. Сабакай) — село в Мелекесском районе Ульяновской области. Входит в состав Лебяжинского сельского поселения. 

## География
Расположено в 8 км к югу от райцентра г. Димитровград. Имеются средняя школа, клуб, детский сад, медпункт, отделение связи, мечеть.

## Название
Первоначальное название происходит от фамилии основателя Кильмаметева который был выходцем из Буинских чувашей принявших ислам в период насильственной христианизации, имя Кильмамет состоит из двух словосочетаний Киль - Народ и Мамет - Магомета. Позднее название села Сабакаево возникло после соединения в едино нескольких деревень, происходит оно от слова Сабакай, который в свою очередь из диалектного чувашского языка Сапăк, из современного чувашского Сыпăк - стык, место соединения, сращения, и Ай - местность. , Буквально - срощенная местность. Аналогичные чувашские названия и топонимы Чербай, Ырсамай и т.п. Название села Авраль - отназвания реки, который в свою очередь от чувашского Авăр ял диалектное Эвĕр ель - от Авăр - диал. Евĕр - омут, пучина, водоворот, кружиться (о воде в омуте) : тарăн авăр — глубокий омут, авăр вырăн — 1) водоворот, 2) место с омутами 3) авăра пут — утонуть в омуте, 4)пурнăç авăрĕ — перен. водоворот жизни.

## История
Основано на рубеже XVII—XVIII вв. переселенцами из Свияжского и Казанского уездов. 
Во время Крестьянской войны (1773—1775) восставшие заняли Сабакаево, а карательные отряды правит. войск сожгли её.  
В 1780 году деревня Кильмаметева, при речке Большом Аврале, крещеных чуваш, ясашных чуваш, с 101 ревизских душ, вошла в состав Ставропольского уезда Симбирского наместничества. В 1796 году — в Симбирской губернии.
Со временем, рядом возникли также деревни: Старое Кильмеметево, Кильмеметево, Новое Кильмеметево (Кубий Враг) и Сабакаево (Авраль), которые в XX веке объединились с Сабакаево. 
НИКОЛАЕВСКАЯ ЦЕРКОВЬ. Однопрестольная, здание и колокольня каменные, построена на средства прихожан и мелекесского купца А. А. Таратина в 1898—1899 гг.
В материалах 1-й Всероссийской переписи 1897 г. село названо Сабакаево (Кильмеметева Авраль); в 1920-е гг. отдельными населёнными пунктами числились: Русское Сабакаево (жители русские и чуваши), Татарское Сабакаево (татары-мусульмане), Новое Кильментеево (чуваши). Сохранилось старое чувашское кладбище с дохристианскими надгробными памятниками.
Жители до 1860-х гг. — удельные крестьяне; занимались земледелием, животноводством, лесными промыслами. 
В начале XX века здесь действовали: церковь, мечеть, церковно-приходская школа, школа грамоты, 2 ветряные мельницы, 2 крупообдирки, кирпичный завод. 
В 1952—1956 годах, во время строительства Куйбышевской ГЭС, село Сабакаево было перенесено на новое место. 
В составе Ставропольского уезда Самарской губернии — до 1920-х гг., Мелекесского района Ульяновского округа Средне-Волжской области в 1928—1943 гг., Ульяновской области — с 1943 г.

## Население

### Число дворов и жителей
- 1780 г. — 101 ревизских душ. (чуваши) [3]
- 1859 г. — Старое Кильмеметево — 9 дв. 54 чел., Кильмеметево — 25 дв. 196 чел., Новое Кильмеметево (Кубий Враг) — 12 дв. 153 чел. и Сабакаево (Авраль) — 50 дв. 683 чел.[4]
- 1889 г. — 1783 чел., в том числе в Сабакаево — 1215 чел., в деревнях Кильмеметево, Старое Кильмеметево, Новое Кильмеметево и Кубий Враг — 568 чел. (русские, татары-мусульмане, чуваши православные и некрещёные).
- 1897 г. — 2302 чел. (1467 православных, 771 мусульманин, 64 некрещёных).

- 1900 г. — 2620 чел.;

а) в том числе в Сабакаево — 1730 чел. (русские, татары, чуваши, мордва); 
б) д. Кильмеметево — 200 чел. (русские); 
в) д. Старое Кильмеметево — 38 чел. (татары-мусульмане); 
г)  д. Новое Кильмеметево — 462 чел. (чуваши православные и некрещёные); в
д) д. Кубий Враг — 190 чел. (чуваши некрещёные и православные).
- 1912 г. — 2489 человек;

а) в том числе в Сабакаево — 1440 чел. (859 татар, 350 русских, 231 чуваш); 
б) д. Новое Кильмеметево — 720 чел. (чуваши православные); 
в) д. Кубий Враг — 270 чел. (чуваши: 155 православных, 101 некрещёный); 
г) д. Старое Кильмеметево — 59 чел. (татары).
- 1926 г. — 2520 чел.; в том числе в с. Русское Сабакаево — 1151 чел. (русские, чуваши); в д. Татарское Сабакаево — 716 чел.; в д. Новое Кильментеево — 653 чел.
- 1989 г. — 1783 чел. (чуваши, русские, татары)[7].

| 1859 | 1889  | 1897  | 1910  | 2010  |
| ---- | ----- | ----- | ----- | ----- |
| 683  | ↗1215 | ↗2302 | ↘1692 | ↘1623 |

## Известные уроженцы
- Ерменеев, Виктор Иванович —  Герой Советского Союза.

## Достопримечательности
ПАМЯТНИКИ АРХИТЕКТУРЫ:
- Дом крестьянина Андронова(?) 1907-1909 гг.[12]